# Aeroportul Kuyol
Aeroportul Kuyol (IATA: KUX) este un aeroport din Papua Noua Guinee.
aeroportul dispune de o singură pistă.